# 李选廷
李选廷（1881年—20世纪）云南省马关县人。滇军将领，中华民国陆军中将。

## 生平
李选廷毕业于云南讲武堂，历任营长、团长、靖国军旅长、滇军镇守使、建国联军第二军军长、云南陆军宪兵司令。西元1924年，李选廷任滇军第二军军长兼滇西镇守使（1926年改称大理镇守使）。西元1927年2月6日，龙云、胡若愚、李选廷、张汝骥联合发动二·六政变，将唐继尧推翻。西元1927年3月8日，李选廷出任云南省务委员会委员，他还出任云南省内务厅厅长、云南省蒙自道道尹等职务，但随即被龙云逼走，自军界脱离，转而经营药材生意。西元1951年，李选廷在昆明病逝（一说1948年死亡）。